# Tuao
Tuao (Bayan ng Tuao) är en kommun i Filippinerna. Kommunen ligger på ön Luzon, och tillhör provinsen Cagayan. Folkmängden uppgår till 61 535 invånare.

## Barangayer
Tuao är indelat i 32 barangayer.
| - Accusilian - Alabiao - Alabug - Angang - Bagumbayan - Barancuag - Battung - Bicok - Bugnay - Bulagao - Cagumitan - Cato - Culong - Dagupan - Fugu - Lakambini | - Lallayug - Malumin - Mambacag - San Vicente - Mungo - Naruangan - Palca - Pata - San Juan - San Luis (Gurengad) - Santo Tomas - Taribubu - Villa Laida - Poblacion I (Ward I Centro) - Poblacion II (Ward II Centro) - Malalinta |